# 田坝镇 (巫溪县)
田坝镇，是中华人民共和国重庆市巫溪县下辖的一个乡镇级行政单位。

## 行政区划
田坝镇下辖以下地区：
田坝社区、兴物村、西阳村、田坝村、双箭村、天池村、大屋村、马坪村、前坪村、白草村、中鹿村、上鹿村、石堰村、岩湾村、鹿池村、黄草村和田湾村。